# Petr Pithart
Petr Pithart (Kladno, 2 gennaio 1941) è un politico ceco.
È stato Primo ministro della Repubblica Ceca (ai tempi parte della Cecoslovacchia) dal febbraio 1990 al luglio 1992.
È stato senatore dal 1996 al 2012 e Presidente del Senato dal dicembre 1996 al novembre 1998 e nuovamente dal dicembre 2000 al dicembre 2004.